# Мадемуазель Жорж
Маргарита Жозефина Вейме́р (фр. Marguerite-Joséphine Weimer), известная как мадемуазель Жорж (m-lle George, а также m-me George — псевдоним по имени отца) и Жоржина (23 февраля 1787 — 11 января 1867) — французская трагическая актриса, любовница Наполеона и, по слухам, Александра I, гастролировала в России в 1808—1812 годах.

## Биография
Имела примечательную внешность — высокая, темноволосая, черноглазая и с прекрасным телосложением. Её несколько протяжная и певучая дикция, унаследованная от её наставницы мадемузель де Рокур, соответствовала характеру французских классических трагедий. И в новых романтических драмах мадемуазель Жорж также имела большой успех («Лукреция Борджиа» и «Мария Тюдор» В. Гюго (первая исполнительница роли королевы Марии Тюдор), и другие).
Дочь капельмейстера из Амьена. На сцену вышла в 12 лет; сначала играла небольшие роли («Два охотника и молочница», «Поль и Виргиния», «Клятва Париса», «Два малыша-савояра»), в 14 лет стала полноценной актрисой, выступала в Амьене. В 1801 году парижская актриса Рокур проезжала провинциальный город, обратила на неё внимание и предложила переехать в столицу.
28 ноября 1802 года дебютировала на сцене «Комеди Франсэз» в роли Клитемнестры в пьесе Расина «Ифигения в Авлиде», и сразу была высоко оценена. За этим последовали роли Эмили в «Цинне», Гермионы в «Андромахе» и Федры в одноименной пьесе. Активно соперничала с другой знаменитой актрисой «Комеди Франсэз» — Мадемуазель Дюшенуа. 
В Париже её любовником стал Люсьен Бонапарт (подарил ей нессесер и 100 луидоров золотом), но он быстро был выслан братом из Парижа. Затем она вступила в связь с польским князем Александром Сапегой, а позже — с самим Наполеоном I. Впрочем, этот роман длился недолго, а в своих воспоминаниях он написал: «Я порвал с ней, когда узнал, о чём она болтает».
Как уверяла она сама, герцог Веллингтон ухаживал за ней.
Во время романа с Бонапартом Жоржина имела возлюбленным некого террориста по имени Жан-Батист Костер, который участвовал в организации взрыва «адской машины» на улице Сан-Нике, когда погибли 40 человек.

### В России
9 сентября 1807 года, сославшись на разговор с российским императором, личный представитель Наполеона генерал Савари передал в Париж, что приезд в российскую столицу нескольких французских актёров доставил бы Александру I «величайшее удовольствие».

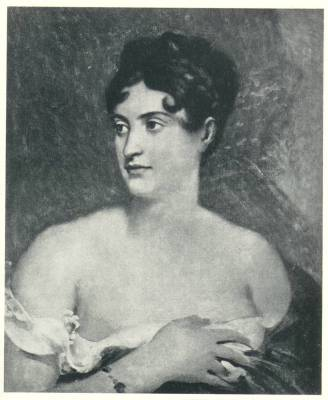
Франсуа Жерар. Портрет мадемуазель Жорж

В 1808 году мадемуазель Жорж внезапно нарушает контракт с «Комеди Франсэз» (что грозит ей огромной неустойкой) и отбывает с графом А. Х. Бенкендорфом (к этому моменту ставшим её любовником) в Петербург (по другим указаниям, он остался в Париже).
Она приехала в российскую столицу весной, вскоре после заключения Тильзитского мира. Её приезд стал сенсационным событием, вызвавшим «всеобщее удивление». В обществе против неё существовало предубеждение, — в ней видели соблазнительную шпионку Наполеона.
Вместе с ней в 1808 году покинули Францию и отправились в Санкт-Петербург ещё несколько французских артистов, сред них — выдающийся танцор Л. Дюпор, сразу принятый в петербургскую балетную труппу.

Её первое выступление в Павловске 24 июня 1808 года, прошедшее с большим успехом, вызвало у фаворитки императора Александра Марии Нарышкиной серьёзное беспокойство, как отметил французский посол Арман Луи де Коленкур. С мадемуазель Жорж сразу был заключён контракт. Император принял её, подарил ей бриллиантовые застёжки и пригласил на бал в Петергоф. А. Х. Бенкендорф больше не скрывал своей связи с ней:
Мы вместе жили и вместе принимали, как если бы мы были мужем и женой. Вначале в свете отвергали это, как нечто неприличное, но, в конце концов, это стало обычным делом.
Летом 1809 года она поселилась на Каменном острове, вблизи летней резиденции царя, но, как пишет Коленкур, «напрасно устроилась». Хотя, возможно, император ненадолго воспользовался её благосклонностью, но в серьёзные отношения это не вылилось. В своих мемуарах Бенкендорф писал, что к 1810 году мадемуазель Жорж оставила его из-за нового любовника, который «был настолько ревнив, что я не мог ни повидать её, ни поговорить с нею».
Что касается театральной работы, то она дебютировала на санкт-петербургской сцене в «Федре» Расина; затем дважды (в 1809 и 1812) посетила Москву.
Её сестра Жорж-младшая — танцовщица, научилась плясать по-русски и имела в Санкт-Петербурге и Москве большой успех в дивертисментах и балетах.
Когда мадемуазель Жорж, требуя новых денежных субсидий, стала угрожать отъездом в Париж, гофмейстер Александра I Н. А. Толстой категорически ей ответил, что она правильно сделает, если уедет, и ей сразу дадут паспорт. В этот период происходит охлаждение между императорами Александром и Наполеоном.

### Последующая карьера
В январе 1813 года Жорж уехала из Петербурга в Швецию, потом выступала в Германии и, наконец, оказалась на родине. Жорж продолжала выступать в Комеди Франсэз, даже после Реставрации Бурбонов. Несколько лет актриса провела за границей, в 1821 году поступила в театр «Одеон», потом стала любовницей его руководителя, Шарля-Жана Ареля, и оставаясь с ним до самой его смерти в 1846 году. Когда Арель согласился руководить театром de la Porte Saint-Martin, Жорж последовала за ним. Театр разорился, в 1840-х годах Жорж отправилась в заграничное турне, посетив в том числе и Петербург, где постаревшая актриса не пользовалась прежним успехом.
27 мая 1849 года она дала свой прощальный спектакль в Итальянском театре с участием лучших артистических сил Парижа, в том числе Полины Виардо и Элизы Рашели и покинула сцену. 17 декабря 1853 года в Комеди Франсэз в пьесе «Родогуна» она выступила ещё раз.
После смерти была погребена на кладбище Пер-Лашез; её завернули в плащ, подаренный ей императором Александром I, в котором она играла в последней пьесе. Похороны были оплачены Наполеоном III.
О Жорж упоминается в «Записках» Филиппа Вигеля и Адама Глушковского, «Воспоминания о пребывании Жорж в Москве» («Литературная библиотека», 1867, № 3). Ей посвящён очерк Теофиля Готье.

## Спекуляции
Некоторые историки утверждают, что «с помощью артистического таланта и красоты Жоржины Наполеон надеялся вывести Александра I из-под влияния его фаворитки княгини Нарышкиной». Александр Дюма также отмечает скандальные и загадочные обстоятельства, при которых она появилась в России. Гертруда Кирхейзен, автор книги «Женщины вокруг Наполеона», объясняет эту поездку «русской интригой», стремлением петербургской аристократии «вырвать царя из рук прекрасной, умной и в высшей степени кокетливой княгини Нарышкиной»; по другим указаниям, это было выгодней не русским дворянам, а Бонапарту.

## Дети
приписывается дочь от Александра I:
- Мария Александровна Парижская (18 марта 1814, Санкт-Петербург — 1874). Вышла замуж за Василия Жукова (1795—1882).

## В искусстве
- Упоминается в романе Льва Толстого «Война и мир»:

Vicomte рассказал очень мило о том ходившем тогда анекдоте, что герцог Энгиенский тайно ездил в Париж для свидания с m-lle George, и что там он встретился с Бонапарте, пользовавшимся тоже милостями знаменитой актрисы, и что там, встретившись с герцогом, Наполеон случайно упал в тот обморок, которому он был подвержен, и находился во власти герцога, которою герцог не воспользовался, но что Бонапарте впоследствии за это-то великодушие и отмстил смертью герцогу. Рассказ был очень мил и интересен, особенно в том месте, где соперники вдруг узнают друг друга, и дамы, казалось, были в волнении.

M-lle Georges с оголенными, с ямочками, толстыми руками, в красной шали, надетой на одно плечо, вышла в оставленное для неё пустое пространство между кресел и остановилась в ненатуральной позе. Послышался восторженный шепот. M-lle Georges строго и мрачно оглянула публику и начала говорить по-французски какие-то стихи, где речь шла о её преступной любви к своему сыну. Она местами возвышала голос, местами шептала, торжественно поднимая голову, местами останавливалась и хрипела, выкатывая глаза.

—  Adorable, divin, delicieux!  — слышалось со всех сторон. (…) После первого монолога все общество встало и окружило m-lle Georges, выражая ей свой восторг.

Анатоль [Курагин], как справедливо говорил про него Шиншин, с тех пор как приехал в Москву, сводил с ума всех московских барынь в особенности тем, что он пренебрегал ими и очевидно предпочитал им цыганок и французских актрис, с главою которых — mademoiselle Georges, как говорили, он был в близких сношениях.

- Э.-Э.Шмитт. Пьеса «Бульвар Преступлений», одно из действующих лиц